# 189 aC
El 189 aC va ser un any del calendari romà prejulià. Durant la República i l'Imperi Romà, era conegut com a any del consolat de Vulsó i Nobílior (o també any 565 ab urbe condita o de la fundació de la ciutat). L'ús del nom «189 aC» per referir-se a aquest any es remunta a l'alta edat mitjana, quan el sistema Anno Domini va ser el mètode de numeració dels anys més comú a Europa.

## Esdeveniments

### Imperi Selèucida
- Antíoc III, després de la derrota en la batalla de Magnèsia (190 aC) on Gneu Domici Aenobarb el va derrotar i on els selèucides van perdre uns cinquanta mil homes, retirat amb les restes de l'exèrcit més enllà del Taure, ha d'acceptar la pau. Envia una ambaixada per negociar la fi de la guerra i les negociacions s'allarguen per les peticions de Rodes i Pèrgam (que demana Tràcia i gran part de l'Àsia Menor inclosa Capadòcia). En aquest període Armènia es fa independent amb el rei Artaxes I, Capadòcia estableix les seves pròpies aliances, i Psídia és independent de facto.[2]

### Antiga Roma
- Aquest any són elegits cònsols Gneu Manli Vulsó i Marc Fulvi Nobílior.[3]
- Manli Vulsó va a Àsia enviat pel senat per arranjar la pau amb Antíoc III el Gran, que ja havia estat acordada per Luci Corneli Escipió Asiàtic. Arriba a Efes i per tal d'obtenir gloria i botí ataca als gàlates de l'Àsia Menor sense esperar instruccions del senat. Fa la guerra amb èxit i derrota els tres caps tribals que governaven als gàlates tolistobogis, tectòsages i trocmes. Aconsegueix una part de les grans riqueses que els gàlates havien acumulat en les campanyes de saqueig.[4][5]
- Fulvi Nobílior porta a terme la direcció de la guerra contra la Lliga Etòlia. Conquereix Ambràcia i obliga els etolis a demanar la pau, que se'ls concedeix en condicions favorables. Una mica després l'illa de Cefal·lènia exclosa de la pau, es sotmet a Roma.[6][7]

### Hispània
- Data del bronze de Lascuta, la inscripció romana més antiga que fa referència a una població d'Hispània.[8]

## Necrològiques
- Luci Bebi Dives, pretor, rep el govern de la Hispània Ulterior. De camí l'ataquen els lígurs i destrueixen part de les seves forces. Dives resulta ferit i escapa cap a Massília on mor al cap de tres dies.[9]